# 雙溪水庫 (臺灣)
雙溪水庫為一座計畫將興建於臺灣新北市雙溪區雙溪支流丁子蘭溪的水庫，該水庫之推動計畫最初於1991年起便由經濟部水利署展開各項水庫興建前的可行性調查與環境影響評估說明書，惟當時中央政府決策暫緩推動雙溪水庫的建設計畫，因此環境影響評估作業只完成第一階段，第二階段並未完成。直到近年因基隆地區現況自有水源不足，計畫重新啟動。

## 沿革

### 緣起
雙溪水庫最初於1991年至1997年間，行政院經濟部水利署為因應臺灣北部地區未來水資源利用與調配之需，因此開始分別辦理雙溪水庫初步規劃、可行性規劃及環境影響說明書等動前的先期作業，並於之後完成第一階段環境影響評估作業。，然而，因當時中央政府決議暫緩推動雙溪水庫之興建計畫，導致1996年環評大會決議，雙溪水庫開發案尚須進入第二階段環評，並需要，開發單位進行環說書公開展覽、居民說明會、範疇界定、現勘、環評說明書審查等程，但第二階段在尚未完成之間便宣告終止。
然而近年來有鑑於氣候異常加劇，加上基隆地區目前僅有新山水庫與西勢水庫等兩座小型地區性水庫，其他用水來源有77%皆取用自川流水，剩餘無法補足的部分需遠從臺北自來水事業處轄下的翡翠水庫調撥支援每日約10萬噸原水。
而每逢嚴重之枯水期時，如2003年的嚴重乾旱，當時基隆地區的供水狀況每日有高達15萬噸的供水缺口，基隆地區也沒有其餘農業用水來源可調撥應急，抗旱能力嚴重不足，在考慮到氣候變遷而加劇之水文特性的狀況之下，經濟部水利署開始進行基隆與周圍地區的水資源設施規劃。
經調查後，水利署認為曾推動過的雙溪水庫計畫，其庫容淹沒區單純，加上預定壩址的左右壩墩無地形不利因素，壩基地盤岩質堅硬，水密性佳，壩座穩定，適合各類壩型，水資源效益。如水庫興建後，在與鄰近的貢寮攔河堰聯合運用水源，每日將可增供12.6萬噸的原水，依「永續水庫」各項指標評估結果顯示，雙溪水庫的興建計畫屬於「優質」等級。
因此在2012年，水利署重啟雙溪水庫的環評作業，在陸續完成居民意見調查以及說明會後，於2013年4月9日舉行雙溪水庫範疇界定會議。會中，雙溪當地的民眾表達反對水庫興建的立場，並提出希望以水梯田蓄水取代興建水庫的方案。
2016年6月29日，經濟部水利署署長王瑞德為瞭解雙溪水庫可行性規劃辦理進度，因此率領該署總工程司陳肇成、水源組並偕同北區水資源局，與臺北水源特定區管理局的人員前往雙溪水庫預定地視察。
於該地時查時，由水利規劃試驗所江明郎所長引導視察，並由該所水源課協助於計畫壩址進行簡報。署長視察後指示，雙溪水庫計畫依原預定之規劃期程低調辦理，並期望未來由地方基層發聲，早日促成本計畫之推動。

### 計畫

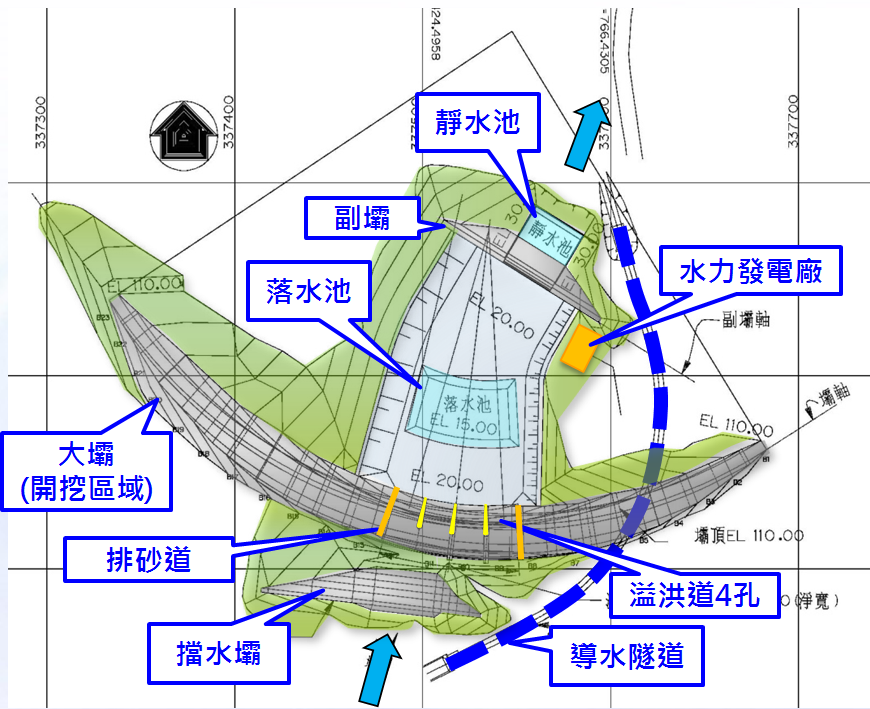
雙溪水庫大壩及下游發電廠布置圖

雙溪水庫的壩址計畫將設置於雙溪支流丁子蘭溪上，大壩類型為混凝土拱壩，設計庫容約為1,700萬立方公尺，預估總興建經費為新臺幣114億元，水庫完工後預估每日可增供原水量12.6萬噸。2011年經濟部水利署水利規劃試驗所辦理雙溪水庫之可行性規劃檢討及環境影響評估等工作，截至2015年為止共完成了20本雙溪水庫專題報告。

#### 附屬發電工程
雙溪水庫的大壩之下落水池的右岸，還將另外興建小型水力發電廠一座，形式為半地下的川流式水力發電廠。其布置方式與翡翠水庫壩下的桂山發電廠翡翠分廠類似，發電廠內將裝設一部橫軸法蘭西斯式水輪發電機組，用水量1.5CMS，總裝置容量為720KW，所發之電力將經由開關場變壓器昇壓至11.4KV後引接至台電供電網路中。
雙溪水庫的發電廠，其發電水頭將隨著水庫的水位而定，因此最高之發電水頭為105公尺，常時發電水頭為90公尺，最低可發電水頭為60公尺。發電後的尾水將排放回丁子蘭溪。雙溪水庫發電廠總興建費用預估為新臺幣1億5,749萬元。

## 爭議

### 供給核四水源
雙溪水庫之重啟計畫曝光後，雙溪地區的部分居民質疑政府斥資171億經費所興建的雙溪水庫，實際之給水用途是為了供應台灣電力公司於貢寮區所興建的龍門核能發電廠（核四廠）救災用水。
不過對此爭議，水利署出面解釋道，依台電公司推估，2031年時，龍門核能發電廠的每日公共用水需求僅約0.44萬噸，並且將會由台灣自來水公司基隆供水區進行整體的調度供應，加上，發電廠區內的發電設備運轉之用水，計畫另抽取鄰近之海水淡化使用，因此不需由雙溪水庫或自來水公司基隆供水區調度因應。

### 反對聲浪
雙溪水庫之開發計畫，受到部分環保團體質疑，雙溪水庫大壩預定地的丁子蘭溪正常狀況下水量少，到了下游容易發生乾涸的狀況，也因此當地常稱這條溪為「乾溪」，因此極不利於興建水庫，加上壩址與雙溪流域內規模最大、最重要之斷層，屈尺斷層之間最近距離不及一公里，若發生地震恐有安全疑慮。
因此台灣綠色公民行動聯盟理事陳建志在看過雙溪水庫之第一階段環評審查結論後，於2012年12月12日的雙溪水庫開發公開說明會中表示，水利署應先提出水資源規劃及利用替代方案，包含節流、與其他開源，以及東北海岸地區、基隆等地區的未來用水情勢，並予以評估及比較分析後，才能討論雙溪水庫是否興建。

## 資料來源
1. 1 2 3 4  水利署. . 中華民國經濟部. 2014-03-15  [2016-12-04]. （原始内容存档于2016-03-04） （中文（臺灣））.
2. 1 2 3 4 5 6 7 8 9 10 11 12 13 14 15 16 17 18 19 20 21 22 23  . 水利署水利規劃試驗所.   [2016-12-04]. （原始内容存档于2021-01-21） （中文（臺灣））.
3. 1 2 3  廖靜蕙. . 環境資訊中心. 2013-09-11  [2016-12-04]. （原始内容存档于2019-12-02） （中文（臺灣））.
4. 1 2  . 水利署水利規劃試驗所. 2016-07-07  [2016-12-04]. （原始内容存档于2019-08-28） （中文（臺灣））.
5. 1 2 3 4 5  中興工程顧問股份有限公司. . 水利署. 2013-12  [2016-12-04]. （原始内容存档于2019-09-11） （中文（臺灣））.
6. ↑  陳昱弼、黃詩婷. . 三立新聞台. 2014-03-14  [2016-12-04] （中文（臺灣））.
7. 1 2  . 台灣環境資訊協會.   [2016-12-04]. （原始内容存档于2019-09-02） （中文（臺灣））.
8. ↑  . 聯合新聞網. 2016-11-24  [2016-11-24]. （原始内容存档于2019-12-02） （中文（臺灣））.